# 肯恩·納瓦羅
肯恩·納瓦羅（英語：Kenn Navarro，1979年—），生於菲律賓馬尼拉，是一位菲裔美國動畫師。

## 快樂樹朋友
納瓦羅和她朋友羅德·蒙蒂約、奧鮑萊·安克魯姆創造的動畫快樂樹朋友於1999年首次亮相，他們也有為打倒男孩創造愛的腕隧道這部音樂影片。
除此之外，他也為快樂樹朋友中的角色卡多、利弗提&史弗提、好飛利浦配音。

## 外部連結
- 肯恩·納瓦羅在互联网电影资料库（IMDb）上的資料（英文）
- G4 - Feature - Blood & Bunnies: Kenn Navarro interview at G4.com （页面存档备份，存于）